# Cambados
Cambados es un municipio localizado en la comarca del Salnés, el centro de las Rías Bajas, en la provincia de Pontevedra (Galicia, España). En 2017 fue elegida como Ciudad Europea del Vino.

## Geografía física

Presentación de imágenes de Cambados.

- Número de núcleos de población: 45
- Superficie (km²): 23,44
- Cota de altitud (m): 25
- Altitud máxima (m): 122 Monte Treviscoso

### Clima
Este clima se puede clasificar como oceánico con influencia mediterránea (veranos cálidos y secos).
Las temperaturas son moderadas y las precipitaciones abundantes, 1500 milímetros de media anual:
- En invierno las temperaturas máximas oscilan en torno a 14 °C y las mínimas en torno a -2 °C, aunque muy pocas veces bajan de 0 °C.
- En primavera y otoño las mínimas rozan los 6 °C y las máximas los 23 °C. Son habituales en esta época las lluvias y tormentas.
- En verano las temperaturas mínimas descienden por la noche hasta 16 °C - 18 °C, en las horas de más calor las temperaturas alcanzan los 30 °C, se tienen registrado temperaturas de hasta 40 °C.

Las precipitaciones durante los meses de verano son escasas o nulas.

## Historia
| CAMBADOS OUBIÑA CASTRELO CORBILLÓN VILARIÑO Cambados ■ Municipio de Villanueva de Arosa ■ Villanueva Municipio de Ribadumia ■ Barrantes Municipio de Meaño Municipio de Sangenjo Municipio de El Grove El Grove ■ Isla de La Toja La Toja Pequeña Isla de Arosa ■ Arosa Ría de Arosa Ensenada de La Toja |
| Mapa con hipervínculos de Cambados. |

Sobre el origen de su nombre existen varias teorías: una de ellas dice que este nombre deriva de los descendientes de la familia Camba; otra, que se debe a los celtas, de Cambrae (Cambra, cuna). Una tercera dice que deriva de los vocablos cam (lago) y bados (casa). Cualquiera que sea verdad, lo cierto es que hay vestigios de poblados en sus montes y bosques, en las proximidades de los ríos y el mar, en los siglos -VI y -V
Posteriormente, al igual que toda la costa gallega, fue explorada por los fenicios en busca de cobre y estaño, de lo que es testigo la torre de Lobeira, que desempeñó funciones de faro para la navegación de estos comerciantes, establecidos en la desembocadura del Umia, donde también aprovecharon las riquezas salinas de las tierras del Salnés.
Durante la dominación romana, desde la zona de Cambados se organizaron luchas contra el invasor. Ejemplo de esto fueron las luchas contra el procónsul Décimo Junio Bruto, con el cual se llegó a firmar un tratado, aunque posteriormente este procónsul arrasó la zona, perdiendo ésta una gran parte de su importancia.
El rey godo Égica designó a su hijo Witiza, futuro rey de los Godos, como Gobernador de Galicia. Durante su gobierno concedió grandes privilegios a Cambados.
Durante la invasión árabe, Abdelaziz entró en Galicia atacando Lugo, Tuy, Orense y Cambados; posteriormente, Fruela I, hijo de Alfonso I, los vencería a orillas del Umia. En las continuas razzias de los árabes por el norte de la península ibérica y durante el siglo siguiente, entre los años 816 y 821, siguieron atacando las poblaciones gallegas; en la segunda de estas fechas, el rey Alfonso II el Casto los derrotó y después de eso, Cambados buscando una protección, se hizo feudo del obispado de Tui, ya que había pertenecido a su antiguo dominio Tudem Graviorum.
Durante los siglos IX y X, Cambados fue también víctima, como casi toda la costa gallega, de las correrías y tropelías de los normandos.
Fernando II, rey de León, en 1170 le concedió el título de "Muy Real Villa" y le confirmó los privilegios que Witiza le había otorgado.
En el siglo XII el núcleo más antiguo de Cambados, denominado Vila Vella, estaba constituido por San Tomé do Mar y Santa Mariña. Diego Gelmírez incorporó la villa a la Diócesis de Compostela. En el siglo siguiente y por aforamiento, pasó a ser señorío de Paio Gómez Charino y durante muchos años estuvo vinculada a la casa de Sotomayor y Chariño, y también a los condes de Castronuevo y Villaumbrosa.
Durante el levantamiento de los Irmandiños, se unen las fuerzas de sus parroquias, que actuaron por las zonas limítrofes, llegando hasta Puente-Sampayo.
Los Reyes Católicos concedieron también privilegios a Cambados por sus merecimientos y valor en la conquista de Granada, eximiéndola de muchos tributos que estaban obligados a pagar al obispo Compostelano.
El 25 de septiembre de 1484, la Reina Isabel mandó restituir al conde de Caminha, sus lugares de Cambados y Meis.
La zona de Cambados había sido donada primeramente a las órdenes del Temple y del Santo Sepulcro y posteriormente a la de San Juan de Jerusalén, aforándola estas órdenes a las casas de Soutomaior y de Ulloa, pasando después a la casa de Monterrey y de ésta a la de Alba.
Felipe IV concede una cédula para que no sean llevados los marineros de San Tomé do Mar para su Real Armada, puesto que estos han de defender esta villa de los ataques de los piratas.
En 1709, el señorío y jurisdicción de San Tomé y Santa Mariña pasan por venta del IV conde de Castronuevo al I marqués de Montesacro.
Durante la Guerra de Independencia, los vecinos de Cambados actuaron continuamente acosando a las divisiones de los mariscales Soult y Ney, contribuyendo así a la derrota de los franceses.
En 1820 nace el ayuntamiento de Cambados, cabeza de partido judicial, integrando la totalidad del territorio actual, además del de Ribadumia. En 1841 se segregaron este municipio y también la parroquia de Deiro, incorporada al ayuntamiento vecino de Villanueva de Arosa. Cambados mantuvo la capitalidad de partido judicial.

## Geografía humana

### Organización territorial
El municipio está formado por sesenta y dos entidades de población distribuidas en cinco parroquias:
- Cambados (Santa Marina Dozo P.)[7][8]
- Castrelo (Santa Cruz P.)[9][10]
- Corbillón[5] (San Mamed P.)[11]
- Oubiña (San Vicente P.)[12]
- Vilariño (San Adrián P)[13]

### Demografía
Cuenta con una población de 13 752 habitantes (INE 2024).
| Gráfica de evolución demográfica de Cambados entre 1842 y 2021                                                        |
| |
| Población de derecho según los censos de población del INE. Población de hecho según los censos de población del INE. |

## Festividades
- 10 de julio, San Cristóbal.

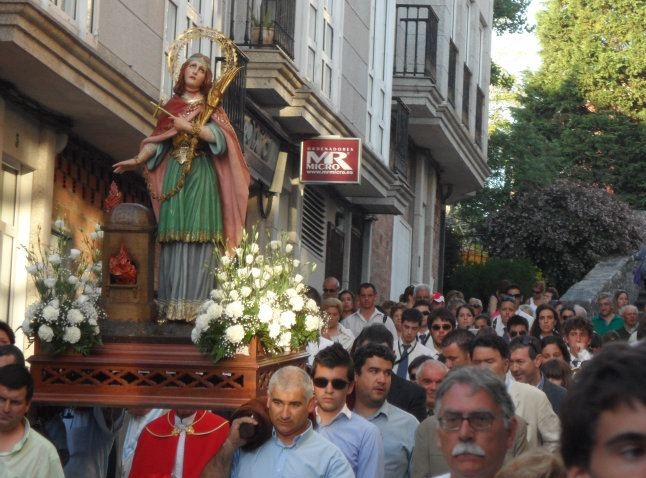
Santa Mariña Dozo de Cambados.

- 11 de julio, San Benito (Festivo Local).
- Segundo fin de semana de julio Fiesta de la Vieira.
- 16 de julio, Virgen del Carmen.
- 17 de julio, San Antonio.
- 18 de julio, Santa Mariña Dozo, Patrona de Cambados (Festivo Local).
- 21 de julio, Santa Margarita (Sardiñada Popular Gratuita).
- Semana del primer domingo de agosto, Fiesta del Vino Albariño (Fiesta Declarada de Interés Turístico Internacional).
- 15 y 16 de agosto, Glorioso San Roque.
- Tercer domingo de agosto, Romería de la Divina Pastora.
- 7 y 8 de septiembre, Virgen de la Valvanera.
- Primer domingo de octubre, Nuestra Señora de las Angustias.

## Patrimonio
- Conjunto Histórico de Cambados, declarado en 2001.[15]

- Ruinas de Santa Mariña Dozo, declaradas bien de interés cultural en 1943.[16]

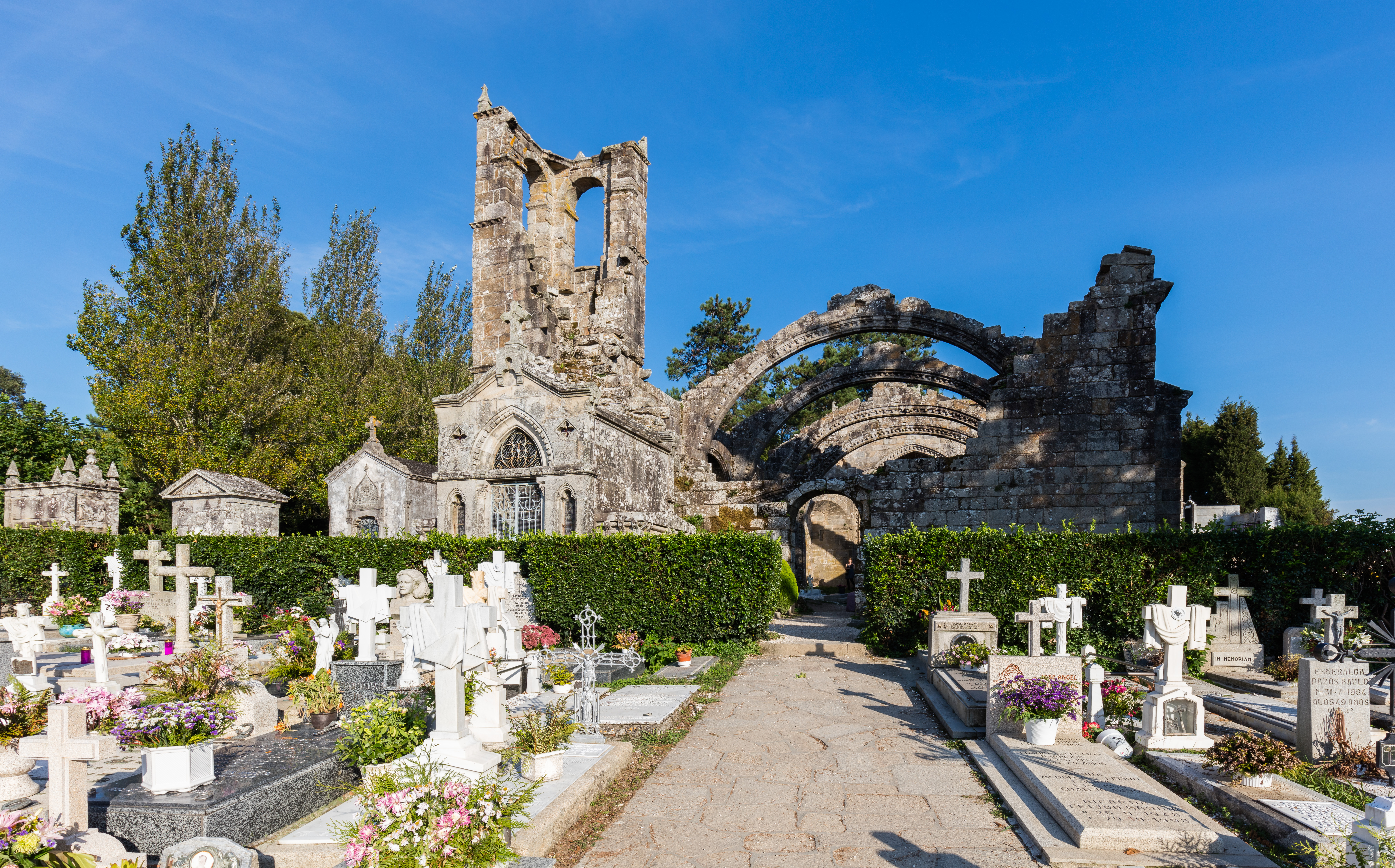
Ruinas de la iglesia de Santa Mariña de Dozo.
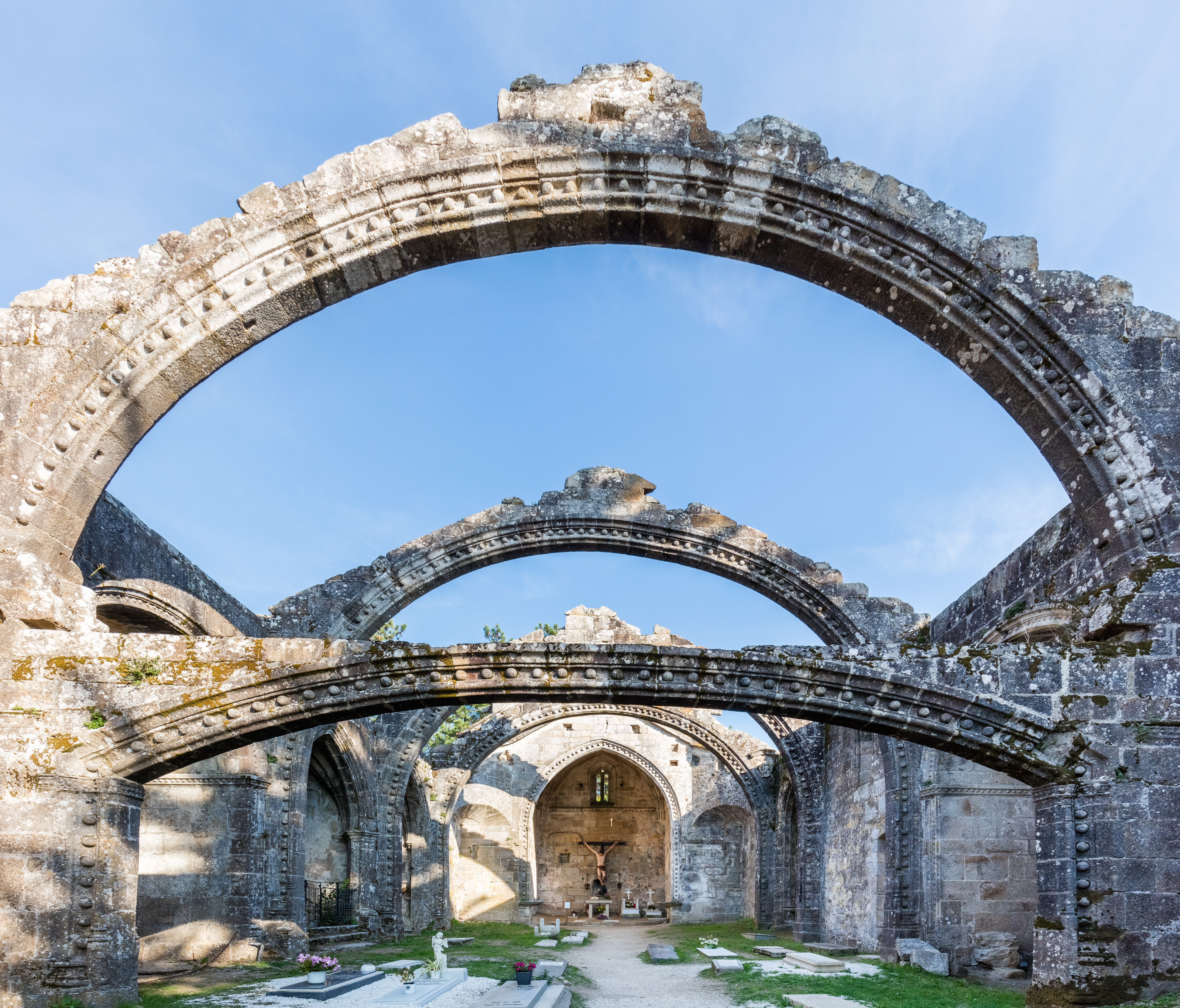
Ruinas de Santa Mariña Dozo.

- Pazo de Fefiñáns.

- Iglesia de San Benito.

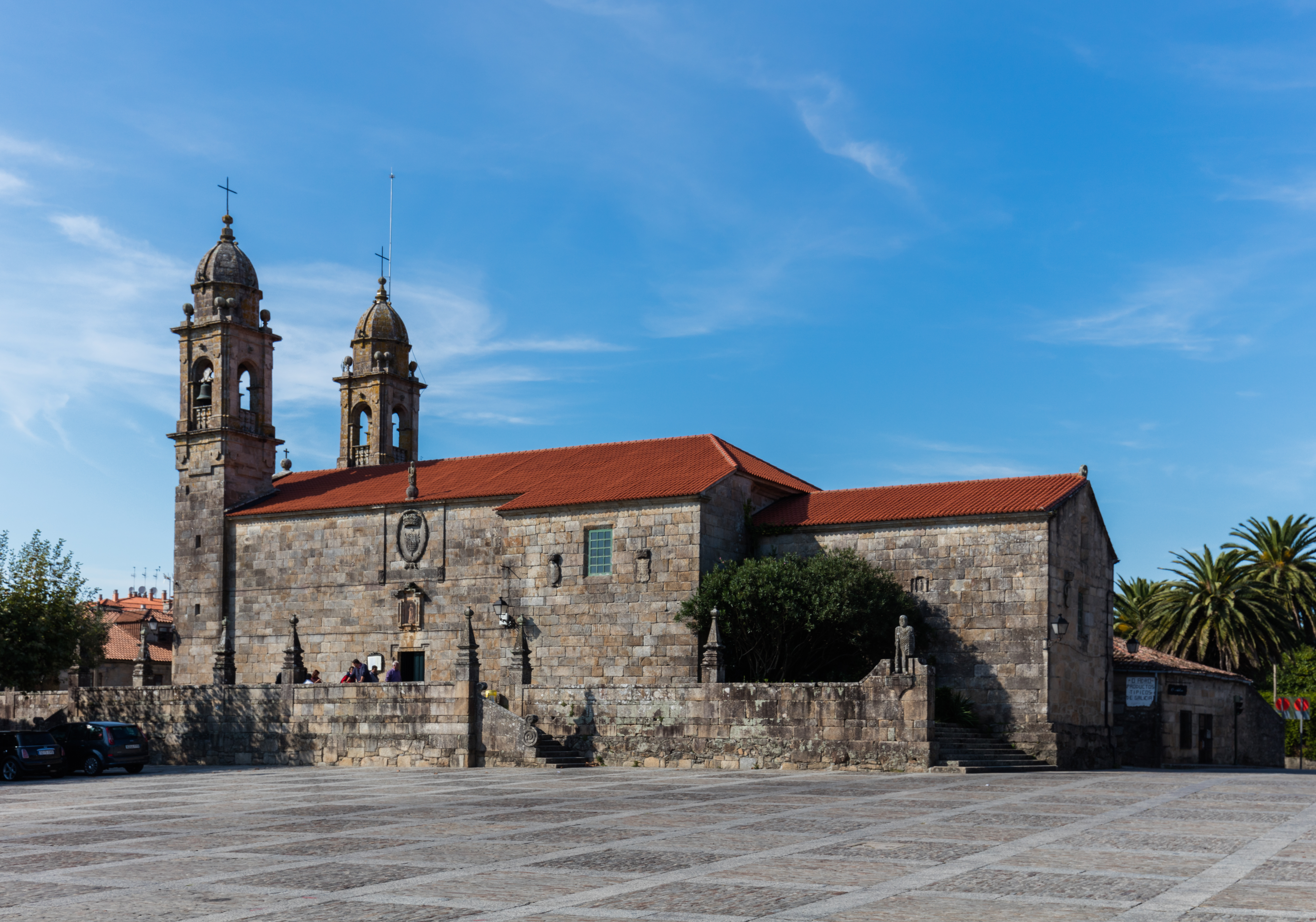
San Benito de Fefiñanes, vista exterior.
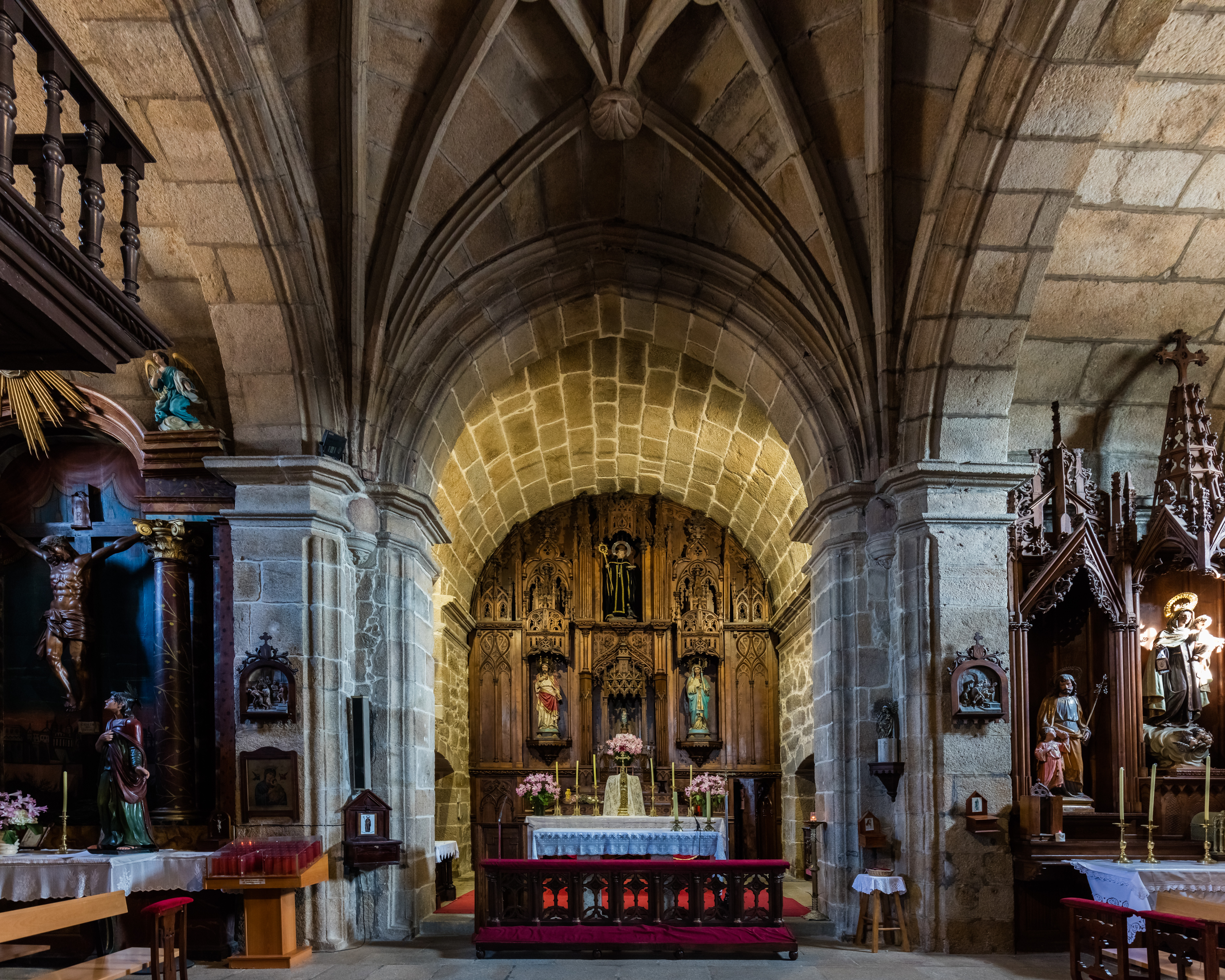
San Benito de Fefiñanes, vista interior.

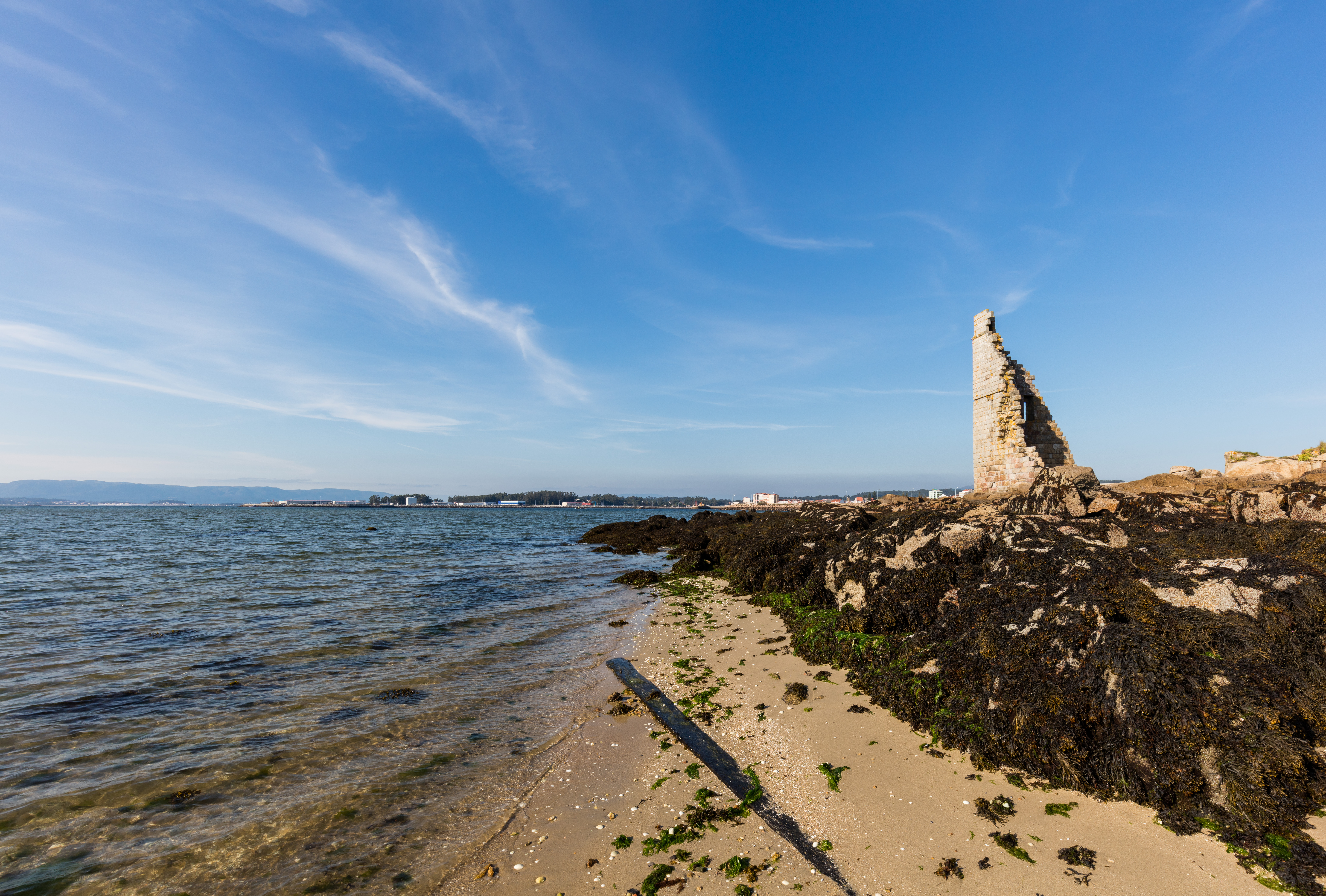
Torre de San Sadurniño.

- Torre de San Sadurniño, declarada bien de interés cultural en 1994.[17]

- Pazo de Montesacro.

- 'Muiño de A Seca' (molino de marea).

- Monumento a Ramón Cabanillas (poeta da raza).

- Monumento a Baco (dios del vino) (autor: Francisco Leiro) en la plaza de Ramón Cabanillas.

- Monumento as vieiras (Manolo Paz) no parque de a Calzada.

- Pazo de A Capitana.

- Mirador y ermita de A Pastora.

- Convento de San Francisco.

- Capilla de O Hospital.

- Pazo de Ulloa.

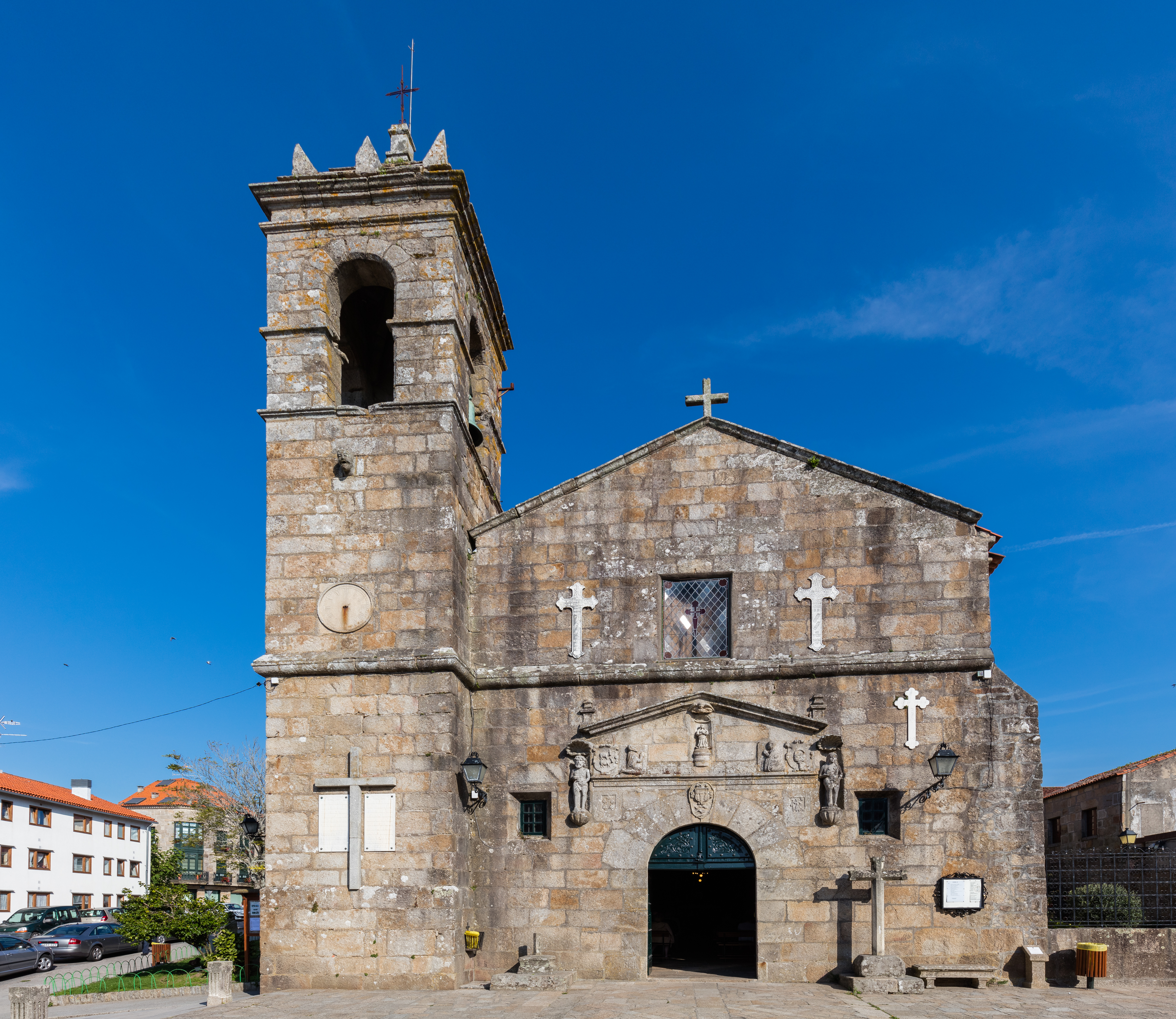
Iglesia parroquial de Santa Mariña de Cambados (Antiguo Convento de San Francisco).

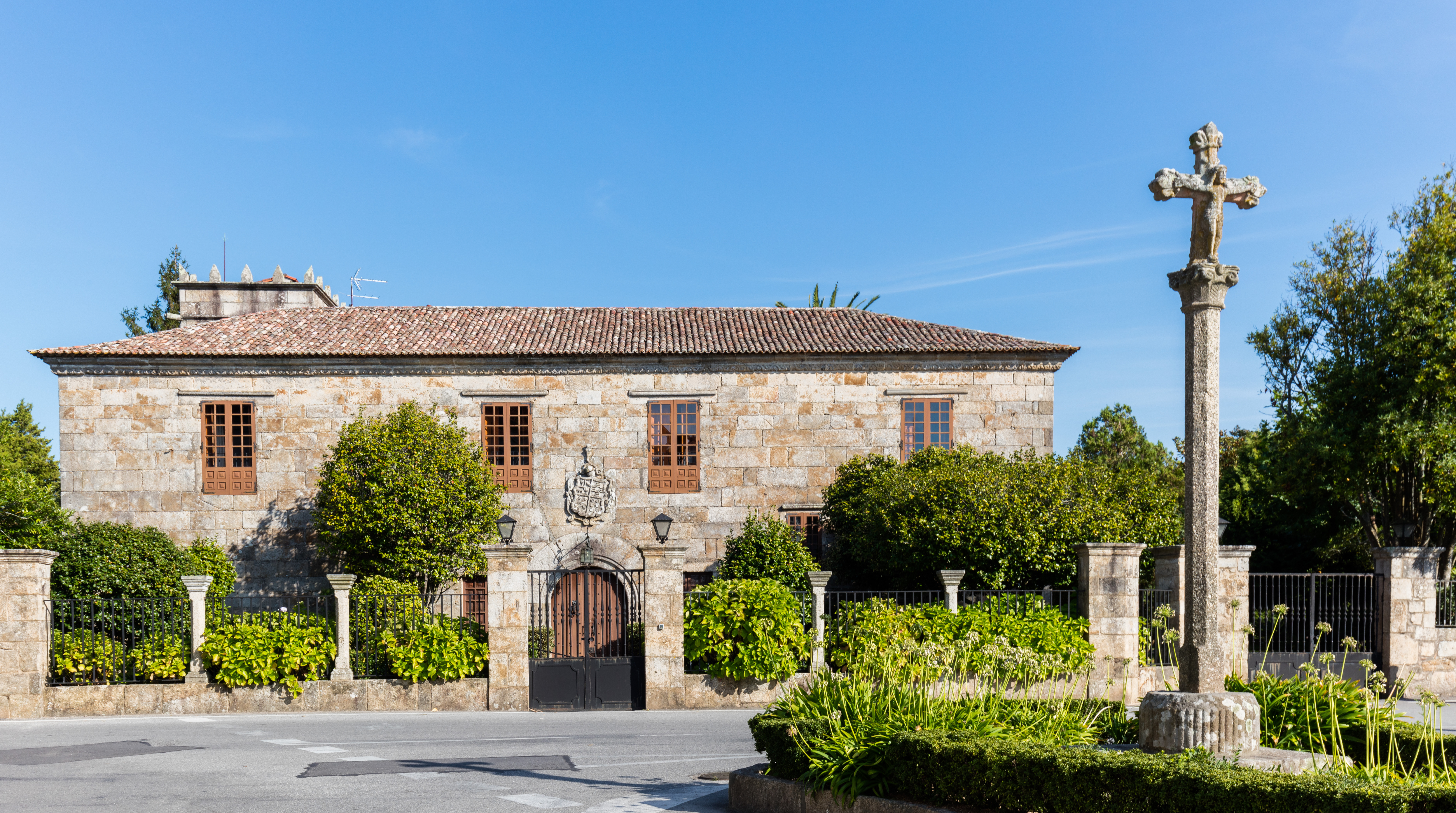
Pazo de Ulloa.

- Pazo de Bazán (actual Parador de Turismo).
- Pazo de Fajardo.
- Casa de las conchas.
- Pazo de Torrado.
- Barrio marinero de San Tomé do Mar.
- Barrio de Triana.
- Capilla de Santa Margarita.
- Estatua a Manuel Fraga (retirada en 2017).[18]

## Espacios naturales
- Desembocadura del río Umia.
- Monte Rei.
- Santa Mariña Dozo.
- Mirador de 'A Pastora' (42 m.).
- Monte e Castro o "Con de Sete Pías" (95 m.).
- O Saco de Fefiñáns.
- A illa da Torre.

## Datos socioeconómicos
- Tasa paro 2004: 8,8%
- Tasa paro 2009: 16,6%
- Tasa paro 2014: 27,78%
- Tasa paro 2015: 20,84%
- Porcentaje suelo urbano (2003): 14%
- Porcentaje suelo rústico (2003): 86%